# كول أوف ديوتي 2
كول أوف ديوتي 2 (بالإنجليزية: Call of Duty 2)‏ هي لعبة فيديو من نوع تصويب منظور الشخص الأول، وهي الثانية في سلسلة ألعاب كول أوف ديوتي. طورتها إنفينيتي وارد ونشرتها أكتيفجن. تقع أحداث اللعبة في الحرب العالمية الثانية ومن وجهة نظر أربعة جنود، واحد في الجيش الأحمر والآخر في القوات البرية للولايات المتحدة أما الاثنان الآخران فهما في الجيش البريطاني.

## روابط خارجية
- كول أوف ديوتي 2 على موقع IMDb (الإنجليزية)